# Lista de condados do Idaho

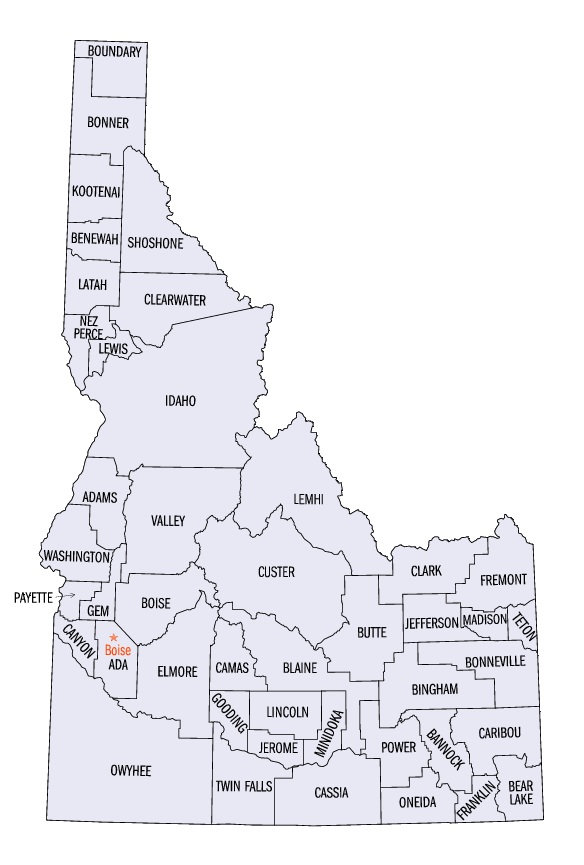
Mapa dos condados do Idaho

A seguir, lista dos 44 condados do Idaho.
| - Ada - Adams - Bannock - Bear Lake - Benewah - Bingham - Blaine - Boise - Bonner - Bonneville - Boundary | - Butte - Camas - Canyon - Caribou - Cassia - Clark - Clearwater - Custer - Elmore - Franklin - Fremont | - Gem - Gooding - Idaho - Jefferson - Jerome - Kootenai - Latah - Lemhi - Lewis - Lincoln - Madison | - Minidoka - Nez Perce - Oneida - Owyhee - Payette - Power - Shoshone - Teton - Twin Falls - Valley - Washington |